# Knjižnica Medicinske fakultete Univerze v Mariboru

## Zgodovina
Knjižnica je bila ustanovljena 7. septembra 2005, za javnost pa je bila odprta 23. novembra 2005. 

## Osnovni podatki
Knjižnica se nahaja v kletnih prostorih Univerze v Mariboru in zaseda prostor v velikost 80 m². Glede na vrsto literature je knjižnica namenjena predvsem študentom medicine, visokošolskim učiteljem in sodelavcem zaposlenim na Univerzi v Mariboru, ter raziskovalcem Medicinske fakultete v Mariboru, sicer pa je javnega značaja. Knjižnica je del Knjižničnega informacijskega sistema Univerze v Mariboru (KISUM), ki ga poleg Univerzitetne knjižnice Maribor (UKM) sestavlja še 10 knjižnic fakultet Univerze v Mariboru (UM).

## Članstvo/uporabniki
Člani knjižnice so fizične osebe, ki se včlanijo oz. vpišejo v knjižnice KISUM in plačajo letno članarino. Vse fakultetne knjižnice UM in UKM imajo enotno izkaznico, kar omogoča uporabnikom včlanitev in potem, z eno izkaznico, tudi uporabo katerokoli od teh knjižnic. Člani so lahko redni in podiplomski študentje ali pa študentje ob delu z veljavnim statusom. Članarina za študente je všteta v šolnino in se plača ob vpisu  v prvi oziroma višji letnik študija. Vsi ostali uporabniki knjižnice (dijaki, zaposleni, študentje brez statusa,...) plačajo letno članarino ob vpisu v knjižnico. V takem primeru potem letna članarina ni vezana na študijsko leto temveč velja leto dni od plačila članarine. Za vpis v knjižnico fizične osebe potrebujejo osebni dokument, indeks ali študentsko izkaznico in osebno fotografijo.

## Poslanstvo
Eno izmed glavnih poslanstev knjižnice, poleg same hrambe vsega gradiva, je izposoja knjižničnega gradiva na dom in v čitalnico. Knjižnica pridobiva novo gradivo z nakupi, darovi, zameno ter z obveznimi izvodi gradiva, ki nastajajo in se objavljajo v okviru MF UM. 

## Storitve
V knjižnici so odgovorni za oblikovanje in vodenje zbirke doktorskih disertacij in raziskovalnih nalog (izvedenih na MF UM). Opravljajo medknjižnično izposojo za zaposlene na MF UM in za druge slovenske knjižnice, vendar pa se le-ta ne izvaja med mariborskimi knjižnicami in prav tako ne za zunanje uporabnike. Drugim knjižnicam posredujejo gradivo iz svojega fonda (npr. fotokopije člankov in knjige), izposoja iz tujine pa poteka preko večjih slovenskih knjižnic, kot je UKM ali pa Centralna medicinska knjižnica v Ljubljani. Uporabnike seznanjajo s svojo ponudbo, storitvami in novostmi ter poslovanjem knjižnice, s pogoji uporabe njenih prostorov, gradiva in informacijskih virov. V knjižnici med drugim tudi uvajajo uporabnike v uporabo biomedicinskih informacijskih virov in kataloga COBISS/OPAC. Izdelujejo in vodijo bibliografije raziskovalcev MF v Mariboru, arhivirajo fotokopije dokumentov in pripravljajo izpise bibliografij. Na željo uporabnikov v knjižnici opravijo poizvedbe v biomedicinskih bazah podatkov. V študijske namene omogočajo tudi reprodukcijo knjižničnega gradiva. Knjižnica nudi uporabnikom na razpolago 14 čitalniških mest in 2 računalnika. 

## Knjižnično gradivo
Knjižnično gradivo (učbeniki, skripte, revije) je urejeno po sistemu numerus currens, elektronsko gradivo pa je naloženo na računalnikih v elektronski učilnici.
Uporabnik ima preko knjižnice Medicinske fakultete (MF) UM dostop do vseh elektronskih informacijskih virov, do katerih dostopa Univerza v Mariboru (to velja tako za zaposlene kot za redne študente). Študijsko gradivo je v tiskani in elektronski obliki. Po en izvod tiskanega gradiva je uporabnikom na voljo v čitalnici, elektronski učbeniki pa se nahajajo v elektronski čitalnici MF UM. Vso biomedicinsko gradivo, ki ga knjižnica hrani, je v celoti obdelano v sistemu COBISS. Po statističnih podatkih za leto 2010 ima knjižnica 5.127 enot gradiva. 

## Izposoja
Izposoja knjižničnega gradiva, na dom ali v čitalnico, je dovoljena le članom ob predložitvi članske izkaznice. Člani imajo lahko na dom izposojenih največ 5 enot knjižničnega gradiva, v izjemnih primerih (npr. priprava disertacije) pa se lahko, v dogovoru z vodjo knjižnice, uporabniku omogoči izposoja večjega števila knjig. Rok za izposojo knjižničnega gradiva je za vse člane en mesec, ta rok pa je skrajšan na 7 ali 14 dni v primeru, ko gre za zelo iskano gradivo. Rok za izposojo elektronskega gradiva (npr. CD-ROM-i) je 3-7 dni. V primeru prekoračitve roka vrnitve gradiva, se zamudnine ne zaračuna, uporabniku se pošlje le opomin. Član lahko izposojenemu gradivu, v primeru da le-to ni rezervirano, podaljša rok izposoje (največ  trikrat). Gradivo, ki je izposojeno lahko uporabnik tudi rezervira, osebno v knjižnici ali preko elektronske pošte, rezervacijo pa lahko opravi tudi preko portala COBISS/OPAC (Moja knjižnica). 